# Shuki

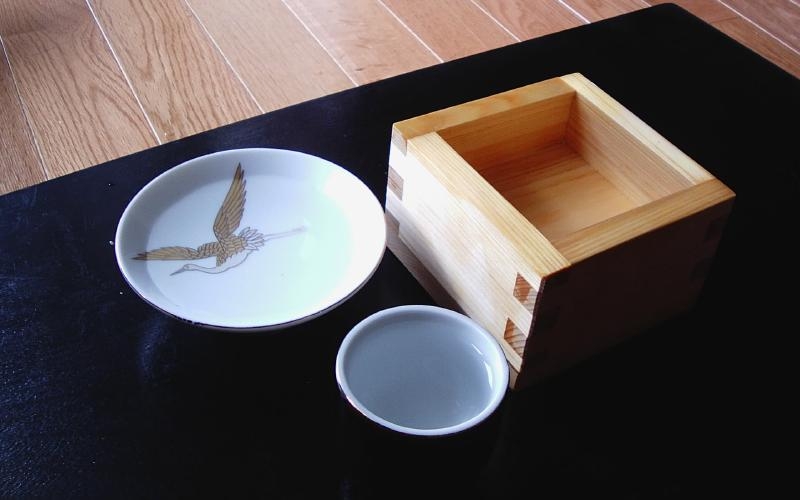
O saquê pode ser servido em uma grande variedade de copos; da esquerda para a direita, sakazuki (similar a um pires), ochoko (pequena taça cilíndrica), e masu (caixa de madeira).

Um conjunto de saquê (酒器, shuki) consiste no conjunto da garrafa e copos usados para servir saquê. Os conjuntos de saquê são normalmente feitos de cerâmica, mas podem ser feitos de madeira, de madeira lacada, de vidro ou de plástico. A garrafa e os copos podem ser vendidos individualmente ou como um kit.

## Jarra

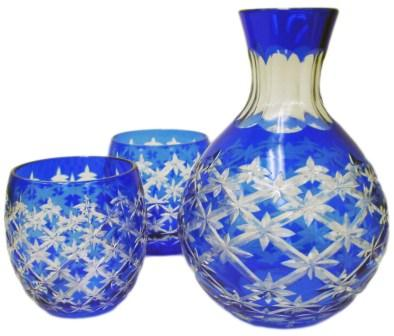
Kiriko, tokkuri e ochoko.

A jarra de um conjunto de saquê é um frasco chamado tokkuri (徳利). Um tokkuri é geralmente bulboso com um gargalo estreito, mas pode ter diversas outras formas, como a de uma jarra d'água normal (katakuchi). Tradicionalmente, saquê quente é aquecido colocando o tokkuri cheio do líquido em uma panela cheia de água (banho-maria), de forma que o gargalo estreito impediria o calor de sair do recipiente. Em lugares especializados, como bares de oden e ryōtei no Japão, o saquê é por vezes esquentado e servido em recipientes de metal chamados de chirori (銚釐) ou tanpo (湯婆). Recentemente, chirori de vidro também são utilizados para gelar o saquê.

## Copos

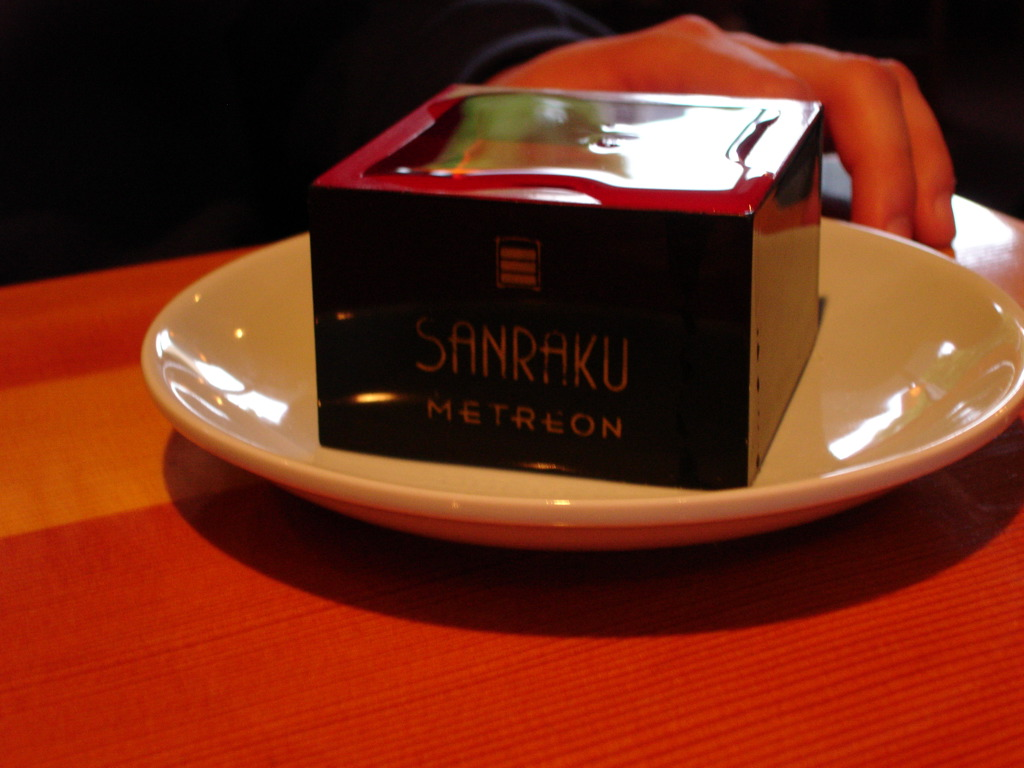
Um masu decorado com laca.

Anteriormente, o saquê era vendido por volume em uma caixa de madeira que servia como copo de medição, conhecido como masu, que tem um volume de um gō (180ml), e também era usado para beber. No passado, a caixa de madeira era utilizada porque complementaria o saquê fermentado tradicionalmente, já que este é fabricado em um barril de madeira (樽), mas em tempos modernos, o masu é evitado porque afeta o sabor do saquê. Além disso, a tradição exige que o masu seja preenchido até a borda, como um sinal de prosperidade. Masu atuais são comumente feitos de madeira coberta de laca ou até mesmo de plástico ABS. Como o tradicional copo tradicional para o servir da bebida, e por ser um símbolo de prosperidade por ter a mesma pronúncia que a palavra japonesa para "aumentar/proliferar" (増す), o masu ainda é usado nos tempos modernos, em ocasiões de cerimônia ou apenas para mostrar educação e generosidade.

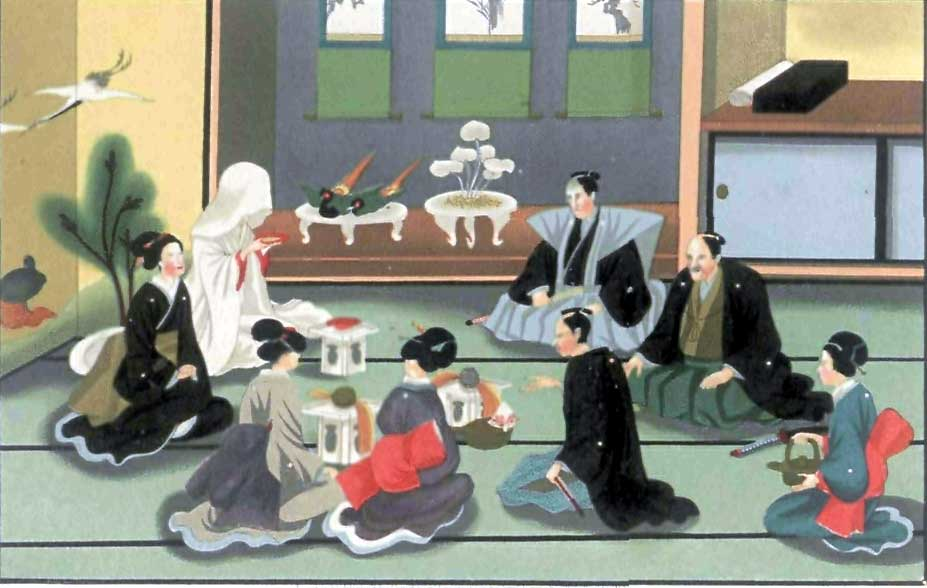
Noiva bebendo saquê de um sakazuki no san-san-kudo (三三九度), o ritual Japonês de casamento.Uma mulher à direita está segurando um chōshi (銚子) a jarra.